# Anopheles engarensis
Anopheles engarensis är en tvåvingeart som beskrevs av Hiroshi Kanda och Mamoru Oguma 1978. Anopheles engarensis ingår i släktet Anopheles och familjen stickmyggor. Inga underarter finns listade i Catalogue of Life.